# إنيا باستيانيني
إنيا باستيانيني (بالإيطالية: Enea Bastianini)‏ مواليد 30 ديسمبر 1997 في ريميني، هو متسابق دراجات نارية إيطالي. نافس في بطولة العالم للموتو3.

## روابط خارجية
- إنيا باستيانيني على موقع MotoGP.com (الإنجليزية)
- إنيا باستيانيني على موقع CONI honoured athlete website (الإيطالية)
- إنيا باستيانيني على موقع AS.com (الإسبانية)